# Nedbox
Nedbox es un sitio web educativo dirigido a estudiante adultos de Holandés (Nt2) donde pueden practicar el idioma de forma gratuita, Lanzado en 2015. El sitio se compone de fragmentos de video reportajes y artículos de prensa en torno al cual se organizan las ejercicios integrales de e-learning. Se trabaja los aspectos de escucha, lectura, escritura y pronunciación.

## Historia
Nedbox.be fue lanzado el 8 de octubre de 2015. Cubre la necesidad (de los estudiantes adultos de Holandés) de desarrollar ejercicios integrales para practicar la lengua Holandesa. Con Nedbox se puede ejercitar los aspectos de escucha, lectura, escritura y pronunciación.
Quién quiere aprender e-learning el idioma neerlandés, no tiene escasez de herramientas en línea y e-cursos. Sin embargo, a menudo carecen de explicaciones de palabras y/o contextos específicos. en consecuencia, el estudiante de idiomas que busca más información en línea, con demasiada frecuencia y termina en sitios web que no están o menos adecuados en términos de lenguaje y por lo tanto insuficiente para ayudar aún más. NedBox, de hecho, resalta palabras nuevas y ofrece la oportunidad de consultar a una interpretación contextual en holandés e inglés.

## Descripción
Es importante para un estudiante de Holandés practicar el idioma fuera de las aulas de clase para fijar y acelerar el aprendizaje. Desarrollar la capacidad ‘receptiva’ de la lengua (escuchar y leer) no es suficiente, es necesario también el aspecto ‘productivo’ (escribir y hablar) para tener un conocimiento integral de la lengua. Nedbox es integral porque tiene ejercicios de escucha, lectura, escritura y pronunciación.
La web está dirigida al grupo más amplio posible de estudiantes adultos de Holandés.
Una ventaja de la página web es que el usuario puede estar al mando. Él o ella puede elegir qué tema, nivel y ejercicios desea completar. No obstante, después de hacer los ejercicios, el usuario recibe información inmediata sobre si sus respuestas son buenas o no.
Otra ventaja es que el sitio web es que el usuario tiene un asistente virtual que le da explicación del ejercicio en quince idiomas diferentes (entre ellos el Español). Además, el usuario puede acceder a subtítulos en neerlandés de los video y pistas para resolver los ejercicios.
Con Nedbox el usuario puede ponerse en contacto a través de e-learning con el holandés como hablada por la gente común y por lo tanto aumentar la inmersión. La fuente de la página web son recortes de periódicos y clips de televisión en lengua holandesa como noticias, información de actualidad, programas de cocina o entrevistas. De esta manera el usuario se mantiene informado del acontecer actual de Bélgica y de la cultura detrás de la lengua lo que le facilita integrarse en la sociedad de los hablantes de Holandés.

## Personal
NedBox fue desarrollado con el apoyo del Fondo Europeo para la Integración y el Gobierno de Flandes, y los próximos tres años con el apoyo del asilo, migración y el Fondo de Integración
Estos socios trabajaron juntos para NedBox:
- Contenido: http://www.cteno.be/ (enlace roto disponible en Internet Archive; véase el historial, la primera versión y la última). (promotor del proyecto) e Instituut voor Levende Talen () (parte de KU Leuven), VRT, Nederlandse Taalunie y Universiteit Antwerpen
- Tecnología: Televic Education, iMinds - ITEC - KU Leuven, iMinds - MMLab - UGent en VIAA
- Artículos periodísticos: De Standaard, Het Nieuwsblad, Wablieft en Intertaal
- Video reportajes: VRT